# Helena Javornik
Helena Javornik (née le 26 mars 1966 à Celje) est une athlète slovène, spécialiste des courses de fond. 

## Biographie
Elle remporte la médaille d'or du cross long lors des Championnats d'Europe de cross-country 2002 à Medulin. Elle s'illustre par ailleurs sur marathon en s'imposant lors du Marathon de Vienne 1995 et du Marathon d'Amsterdam 2004.
Elle est suspendue deux ans pour dopage de 2008 à 2010.

### Palmarès
| Date | Compétition                    | Lieu      | Résultat | Épreuve    | Performance         |
| ---- | ------------------------------ | --------- | -------- | ---------- | ------------------- |
| 1993 | Jeux méditerranéens            | Narbonne  | 1re      | Marathon   |                     |
| 1995 | Marathon de Vienne             | Vienne    | 1re      | Marathon   |                     |
| 1999 | Championnats du monde en salle | Maebashi  | 9e       | 3 000 m    |                     |
| 1999 | Jeux mondiaux militaires       | Zagreb    | 1re      | 1 500 m    |                     |
| 1999 | Jeux mondiaux militaires       | Zagreb    | 3e       | 5 000 m    |                     |
| 2001 | Championnats du monde en salle | Lisbonne  | 8e       | 1 500 m    |                     |
| 2001 | Jeux méditerranéens            | Radès     | 6e       | 1 500 m    |                     |
| 2001 | Jeux méditerranéens            | Radès     | 4e       | 5 000 m    |                     |
| 2002 | Championnats d'Europe en salle | Vienne    | 9e       | 3 000 m    |                     |
| 2002 | Championnats d'Europe          | Munich    | 14e      | 5 000 m    |                     |
| 2002 | Championnats d'Europe de cross | Medulin   | 1re      | Cross long |                     |
| 2004 | Jeux olympiques                | Athènes   | 10e      | 10 000 m   | 31 min 06 s 63 (NR) |
| 2004 | Marathon d'Amsterdam           | Amsterdam | 1re      | Marathon   |                     |

### Records
| Épreuve       | Performance     | Lieu      | Date              |
| ------------- | --------------- | --------- | ----------------- |
| 5 000 m       | 15 min 15 s 40  | Hechtel   | 7 août 1999       |
| 10 000 m      | 31 min 6 s 63   | Athènes   | 27 août 2004      |
| Semi-marathon | 1 h 9 min 22 s  | Remich    | 26 septembre 2004 |
| Marathon      | 2 h 27 min 33 s | Amsterdam | 17 octobre 2004   |